# Prusina
Prusina – rzeka, prawy dopływ Wdy o długości 28,91 km, powierzchni dorzecza 191,2 km² i średnim spadku 0,51‰
Rzeka wypływa z łąk w okolicy miejscowości Zimne Zdroje. Przepływa w całości przez Bory Tucholskie i częściowo przez Wdecki Park Krajobrazowy. Do Wdy uchodzi w miejscowości Tleń. Płynie w dolinie o zalesionych i miejscami stromych zboczach. Od wsi Osieczna do ujścia w Tleniu na długości ok. 24 km wytyczony został szlak kajakowy. Jednak ze względu na wąskie koryto, płytkość, liczne przeszkody w postaci drzew czy kładek oraz sąsiedztwo bardziej przyjaznej kajakarzom rzeki Wdy, szlak ten jest mało uczęszczany przez turystów wodnych.
Rzeka objęta jest ochroną w ramach zespołu przyrodniczo-krajobrazowego "Rzeki Prusiny".